# Jean-Claude Basso
Jean-Claude Basso (* 10. August 1949 in Bournel) ist ein französischer Unternehmer und ehemaliger Autorennfahrer.

## Karriere im Motorsport
Jean-Claude Basso begann seine Karriere 1974 als Bergrennfahrer. Sein erstes Einsatzfahrzeug war ein Formel-Libre-Monoposto, in dem ein 1,6-Liter-R12-Gordini-Motor aus der Formel Renault eingebaut war. Nach ersten Erfolgen ersetzte Basso den kleinen Rennwagen durch einen Simca 1000 Rallye 2 auf den bald ein BMW 3.0 CSL folgte.
In den 1980er-Jahren wurde er regelmäßiger Starter in der Französischen Tourenwagen-Meisterschaft. Immer auf Fahrzeugen der Marke BMW am Start, wurde er 1990 hinter Jean-Pierre Malcher, Michel Ferté, Xavier Lapeyre, Jean-Pierre Jabouille, Marc Sourd und Lucien Guitteny Gesamtsiebter der Meisterschaft. 
1994 erwarb er bei Venturi einen rennfertigen 600LM, um damit in der BPR Global GT Series an den Start zu gehen. Basso wandte sich an Henri Pescarolo, den er persönlich nicht kannte, und bot ihm eine Rennpartnerschaft an. Pescarolo willigte ein und bestritt einige Rennen an der Seite von Basso. Größter Erfolg der Partnerschaft war der Sieg beim 1000-km-Rennen von Paris 1994 auf dem Autodrome de Linas-Montlhéry.
Basso fuhr bis 1997 Rundstreckenrennen und ging danach noch einige Male bei der Rallye Dakar an den Start.

## Unternehmer
Jean-Claude Basso betreibt in La Plaine Saint-Denis, in der Nähe von Paris, ein BMW-Vertretung.